# Stefano Ghebelino

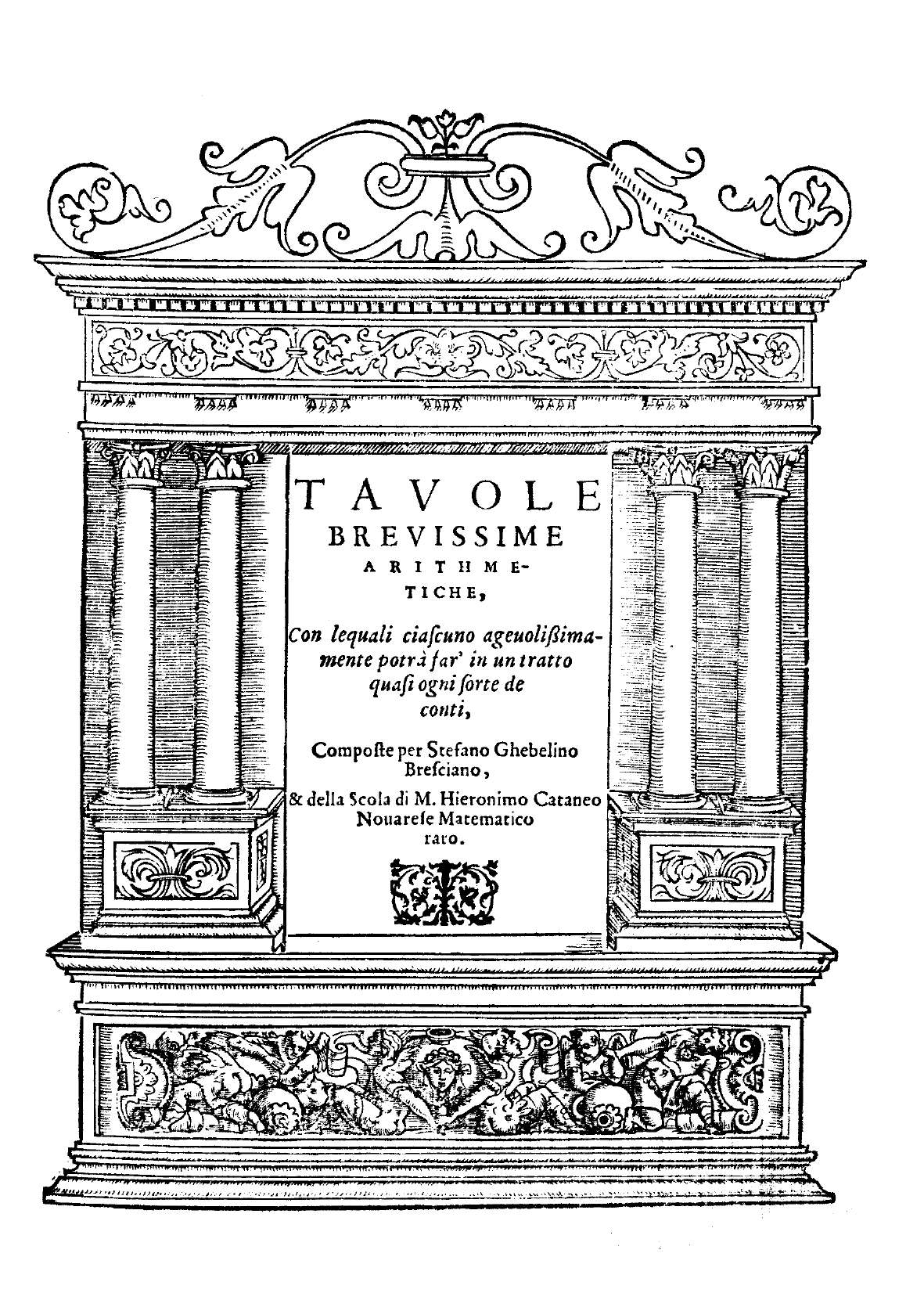
Tavole brevissime aritmetiche, 1568

Stefano Ghebelino o Ghebellino (Chiari, ... – XVI secolo) è stato un matematico, cosmografo e cartografo italiano.

## Biografia
Si formò alla scuola di Girolamo Novarese, apprezzato matematico e suo suocero.

## Opere
- Stefano Ghebelino, Tavole brevissime aritmetiche, Brescia, Vincenzo Sabbio, 1568. URL consultato il 13 giugno 2015.